# Набережная Закюсалас
Набережная Закюсалас (латыш. Zaķusalas krastmala) — улица в Латгальском предместье города Риги, единственная улица острова Закюсалы и вторая по протяжённости во всём микрорайоне.

## История
Данная улица появилась с 1880-х годов. Ранее она называлась «Улица Крастмала», но позже, когда исторические здания были снесены, она называлась «Улица Арвида Пельше». После распада СССР она называется Набережная Закюсалас.

## Остановки
На улице есть одна троллейбусная остановка.

## Достопримечательности
- Здание Латвийского телевидения «Zaķusalas krastmala 33, Zemgales priekšpilsēta, Rīga, LV-1050»
- Рижская телебашня «Zaķusalas krastmala 1, Zemgales priekšpilsēta, Rīga, LV-1050»

## Прилегающие улицы
Набережная Закюсала пересекается со следующими улицами:
- Карля Улманя гатве